# Casa del Arte Diego Rivera
La Casa del Arte Diego Rivera es el más importante centro cultural de la ciudad de Puerto Montt, en la Región de los Lagos de Chile. En la actualidad se compone de una sala de teatro, así como de diversas salas de exposiciones temporales. Desde 1992 es el principal escenario donde tienen lugar los Temporales Internacionales de Teatro de Puerto Montt.

## Historia
Hasta 1960, la Casa de Botes, espacio localizado en el barrio Angelmó, era utilizado como centro artístico de Puerto Montt, como así también el Hotel Miramar, ubicado en la esquina de las calles Quillota y Antonio Varas —a una cuadra de la plaza de Armas— y que había sido construido a fines del siglo XIX por la casa comercial Hube & Achelis para centralizar sus actividades de comercio entre Chile y Argentina.
A partir de la situación urbana luego del terremoto del 22 de mayo de 1960, la Agrupación de Pintores de Puerto Montt propuso el uso del espacio del ex hotel Miramar para el establecimiento de un nuevo centro cultural, idea que terminó siendo financiada por en el Plan Chileno Mexicano de cooperación fraternal 1960-1964, en el marco del proceso de reconstrucción de la ciudad. En honor a este aporte, al lugar se le dio el nombre del pintor y muralista mexicano Diego Rivera. La obra fue construida bajo la dirección del arquitecto Sergio Soza e inaugurada el 14 de noviembre de 1964, con la presencia de la primera dama de México Eva Sámano.
A finales de la década de 1960 lideró la creación del Museo Vicente Pérez Rosales, de iniciativa municipal, y en 1986 acogió temporalmente las colecciones del Museo Chilote Pozuelo de Caicumeo, fundado por el escritor Narciso García Barría, Estas colecciones finalmente dieron lugar al establecimiento del Museo Histórico de Puerto Montt Juan Pablo II.
Desde 1992 es el principal escenario de los Temporales Internacionales de Teatro de Puerto Montt. A partir del año 2000 el espacio es administrado por la Corporación Cultural de Puerto Montt, dependiente de la municipalidad de la ciudad.

## Infraestructura
Al año 2024 la Casa del Arte cuenta con los siguientes espacios:
- Sala Teatro Diego Rivera: espacio con 429 butacas para espectáculos de música, teatro, danza y cine.
- Sala Mafalda Mora: sala de 92 m², que opera como segundo escenario para espectáculos de convocatoria acotada.
- Sala Hardy Wistuba: sala principal de exposición de obras artísticas de gran envergadura. Cuenta con una puerta de acceso con tallados de los mitos de Loreley y la Pincoya, representativos de la mitología alemana y chilota respectivamente.
- Sala Pinacoteca: espacio para exposiciones de envergadura media.
- Sala Mexicana: espacio para exposiciones de envergadura media.
- Sala Multiuso: espacio para exposiciones de menor tamaño.

En su segundo piso cuenta, además, con un servicio de cafetería con vistas a la bahía de la ciudad.